# Heinrich Lammasch
Heinrich Lammasch (Habsburg Birodalom, Seitenstetten, 1853. május 21. – Salzburg, 1920. január 6.) az Osztrák Császárság utolsó miniszterelnöke volt, egy ideig a háború mellett foglalt állást, később már inkább a békekötést támogatta.

## Élete
1853-ban született. Iskoláinak elvégzése után a tanári hivatást választotta, és a bécsi, illetve az innsbrucki egyetemen tanított. Munkája végzése mellett aktívan érdeklődött a politika iránt, és néhány évvel később már a parlamentben politizált. 
Lammasch elkötelezett pacifista, de lelkes monarchista is volt. A benne rejlő sokszínűség és politikai képesség felkeltette a hatóságok figyelmét, és letartóztatták. 1914-ben I. Ferenc József császár közbenjárásának köszönhetően szabadon engedték.
1916-ban elhunyt az agg császár, így Károly császár és király került hatalomra. Lammasch a kevésbé ambiciózus uralkodónál könnyebben szerzett eredményt munkájához. Észrevette, hogy Károly császár is ugyanúgy a békére törekszik, mint ő. Mindent megtett, hogy elérje célját és a békét, azonban ez nem sikerült. 1918. október 28. és november 11. között Ausztria (Ciszlajtánia) miniszterelnöke volt. Később a Renner-kormány meghívására jelen volt a saint-germaini békeszerződés tárgyalásán, mint Ausztria érdekeinek képviselője.
1920-ban hunyt el, 67 éves korában.

## Magyarul megjelent művei
- Az államok békeszövetsége; ford. Bodó Pál; Pallas, Bp., 1918

## Lásd még
- Első világháború
- Osztrákok
- Ausztria kormányfőinek listája